# Marvin Burns
Marvin Duane Burns (Santa Ana, 6 luglio 1928 – 24 giugno 1990) è stato un nuotatore e pallanuotista statunitense, che ha disputato il torneo di pallanuoto ai Giochi di Helsinki 1952 ed i Giochi di Roma 1960.
Sempre nella pallanuoto, ha vinto 1 bronzo ai I Giochi panamericani ed 1 argento ai II Giochi panamericani.